# کوین بیکن
کِوین بیکن (انگلیسی: Kevin Bacon؛  ‏(زادهٔ ۸ ژوئیه ۱۹۵۸) با نام تولد کِوین نوروود بیکن بازیگر آمریکایی است.
او تا به حال در فیلم‌های زیادی به ایفای نقش پرداخته است. از معروف‌ترین فیلم‌هایش می‌توان به مرگ‌بازان، چند مرد خوب، مرد توخالی، رودخانه مرموز و فراست/نیکسون اشاره کرد. رودخانه مرموز معروف‌ترین فیلم وی است که در این فیلم با شان پن و تیم رابینز هم‌بازی بوده است. وی یک بار در سال ۱۹۹۵ نامزد گلدن گلوب شد و یکبار نیز در سال ۲۰۱۰ موفق به دریافت آن شد و همچنین گفته شده او از بهترین بازیگرانی است که تا به حال نامزد اسکار نشده است.

## فیلم‌شناسی
فهرست برخی از فیلم‌هایی که کوین بیکن در آن‌ها به ایفای نقش پرداخته‌است:
- خانه حیوانات (۱۹۷۸)
- شروع دوباره (۱۹۷۹)
- جمعه سیزدهم (۱۹۸۰)
- تنها وقتی می‌خندم (۱۹۸۱)
- رستوران (۱۹۸۲)
- آزاد (۱۹۸۴)
- کوئیک‌سیلور (۱۹۸۶)
- تابستان آب سفید (۱۹۸۷)
- آخر خط (۱۹۸۷)
- هواپیماها، قطارها و اتومبیل‌ها (۱۹۸۷)
- او یک بچه دارد (۱۹۸۸)
- حقوق کیفری (۱۹۸۹)
- تصویر بزرگ (۱۹۸۹)
- لرزش (۱۹۹۰)
- مرگ‌بازان (۱۹۹۰)
- دزدان دریایی (۱۹۹۱)
- منطق کویینز (۱۹۹۱)
- آن زن گفت، آن مرد گفت (۱۹۹۱)
- جی‌اف‌کی (۱۹۹۱)
- چند مرد خوب (۱۹۹۲)
- هوای آن بالاها (۱۹۹۴)
- رود وحشی (۱۹۹۴)
- ساختمان امپایر استیت (۱۹۹۴)
- قتل درجه یک (۱۹۹۵)
- آپولو ۱۳ (۱۹۹۵)
- بالتو (۱۹۹۵)
- خفتگان (۱۹۹۶)
- از دست‌دادن چیس (۱۹۹۶)
- همه‌چیزتمام (۱۹۹۷)
- حفاری به چین (۱۹۹۷)
- دروغ‌گفتن در آمریکا (۱۹۹۷)
- جنایات جنسی (۱۹۹۸)
- آوای ارواح (۱۹۹۹)
- پرش سگ من (۲۰۰۰)
- مرد توخالی (۲۰۰۰)
- نووکائین (۲۰۰۱)
- به‌دام‌افتاده (۲۰۰۲)
- رودخانه مرموز (۲۰۰۳)
- در برش (۲۰۰۳)
- مرد جنگلی (۲۰۰۴)
- غارنشین (۲۰۰۴)
- معشوق (۲۰۰۵)
- سالن زیبایی (۲۰۰۵)
- جایی که حقیقت دروغ می‌گوید (۲۰۰۵)
- مجازات مرگ (۲۰۰۷)
- ریل‌ها و پیوندها (۲۰۰۷)
- هوایی که تنفس می‌کنم (۲۰۰۸)
- فراست/نیکسون (۲۰۰۸)
- نیویورک، دوستت دارم (۲۰۰۸)
- من یکی و تنها (۲۰۰۹)
- سوپر (۲۰۱۰)
- فیل سفید (۲۰۱۱)
- مردان ایکس: بهترین‌ها(۲۰۱۱)
- دیوانه‌وار، احمقانه، عشق (۲۰۱۱)
- ماشین جین منسفیلد (۲۰۱۲)
- آر.آی.پی.دی. (۲۰۱۳)
- ماشین پلیس (۲۰۱۵)
- عشاء ربانی سیاه (۲۰۱۵)
- تاریکی (۲۰۱۶)
- روز میهن‌پرستان (۲۰۱۶)
- تو باید می‌رفتی (۲۰۲۰)
- نگهبانان کهکشان ویژه تعطیلات (۲۰۲۲)
- اعجوبه فضایی (۲۰۲۲)
- آن‌ها/آن‌ها (۲۰۲۲)
- یک‌طرفه (۲۰۲۲)
- انتقام‌جو سمی (۲۰۲۳)
- دنیا را پشت سر بگذار (۲۰۲۳)
- پلیس بورلی هیلز ۴ (۲۰۲۴)
- ماکسین (۲۰۲۴)